# 高陌镇
高陌镇，是中华人民共和国河北省保定市易县下辖的一个乡镇级行政单位。原为高陌乡，2022年12月27日撤乡设镇。

## 行政区划
高陌镇下辖以下地区：
高陌村、西贯城村、东贯城村、西于坻村、东于坻村、北于坻村、郎井庄村、郎井村、武阳台村、北东村、练台村、练台庄村、小北城村、大北城村、西扬威城村、中扬威城村、东扬威城村、东斗城村、西斗城村、固村、固村庄村、辛庄头村、城角村、军营村、燕子村、西沈村、北沈村、东沈村和百福村。